# أنيكا هانسن
أنيكا هانسن (بالألمانية: Annica Hansen)‏ هي عارضة ومقدمة تلفزيونية ألمانية، ولدت في 16 أكتوبر 1982 في دويسبورغ في ألمانيا.

## وصلات خارجية
- الموقع الرسمي
- أنيكا هانسن على موقع IMDb (الإنجليزية)